# Estádio da Independência Nacional
O Estádio da Independência Nacional, anteriormente conhecido como Estádio da Machava, é um estádio multiuso utilizado principalmente para competições de futebol, localizado no bairro da Machava, na cidade de Matola, em Moçambique. Inaugurado oficialmente em 30 de junho de 1968, conta com capacidade máxima de 45 000 espectadores.

## Histórico
O estádio foi construído pelo governo colonial português, tendo as obras sido iniciadas em junho de 1963 em um terreno de 31 hectares e concluídas cinco anos depois, com o novo estádio sendo batizado oficialmente como Estádio Salazar em homenagem ao então dirigente português.  A inauguração contou com um jogo entre as seleções de Portugal e do Brasil, tendo sido assistido por cerca de 60 000 espectadores.
Foi aqui que em 25 de junho de 1975 se realizaram as principais cerimónias da independência de Moçambique, tendo o estádio sido rebatizado com sua anterior denominação. Funcionou como o estádio nacional de Moçambique até à inauguração do Estádio Nacional do Zimpeto em 2011. Atualmente, o estádio é propriedade do Clube Ferroviário de Maputo. O estádio foi palco das comemorações dos 50 anos da independência nacional, tendo sido, para isso, remodelado e alterada a sua denominação oficial para Estado da Independência Nacional.